# Лінден 07
«Лінден 07» (нім. SV Linden 07) — німецький футбольний клуб із Ганновера, Нижня Саксонія.

## Відомі гравці
- Йозеф Позіпаль